# Dietrich Sperling
Dietrich Sperling (* 1. März 1933 in Sagan/Schlesien; † 27. August 2023) war ein deutscher Politiker (SPD). Er war von 1978 bis 1982 Parlamentarischer Staatssekretär beim Bundesminister für Raumordnung, Bauwesen und Städtebau.

## Ausbildung und Beruf
Nach dem Abitur absolvierte Sperling ein Studium der Rechtswissenschaft, der Volkswirtschaftslehre und der Soziologie in Göttingen und Berlin, welches er 1959 mit dem ersten juristischen Staatsexamen beendete. Danach war er bis 1962 als Tutor an einem Frankfurter Studentenhaus tätig. 1963 wechselte er als pädagogischer Mitarbeiter an die Bundesjugendschule des DGB in Oberursel. Ab 1964 war er Dozent an der Heimvolkshochschule Falkenstein der Adolf-Reichwein-Stiftung. Von 1965 bis 1977 war er Leiter dieser Einrichtung. 1965 erfolgte seine Promotion zum Dr. jur. an der Universität Göttingen mit der Arbeit Wirtschaftsräte im europäischen Verfassungssystem.

## Familie
Dietrich Sperling war verheiratet und hat ein Kind.

## Abgeordneter
Von 1969 bis 1998 war er Mitglied des Deutschen Bundestages. Sperling zog 1969 und 1972 als direkt gewählter Abgeordneter des Wahlkreises Obertaunuskreis bzw. Hochtaunus und sonst stets über die Landesliste Hessen in den Bundestag ein.

## Öffentliche Ämter
Am 16. Februar 1978 wurde er als Parlamentarischer Staatssekretär beim Bundesminister für Raumordnung, Bauwesen und Städtebau in die von Bundeskanzler Helmut Schmidt geführte Bundesregierung berufen. Nach der Wahl von Helmut Kohl zum Bundeskanzler schied Sperling am 4. Oktober 1982 aus dem Amt.

## Kontakt mit der HVA der DDR
Helmut Müller-Enbergs nannte in Rosenholz. Eine Quellenkritik (2007) Sperling als einen von „mindestens zehn“ Abgeordneten, die im Deutschen Bundestag von 1969 bis 1972 in direktem Kontakt mit dem Ministerium für Staatssicherheit der DDR gestanden habe. So soll dieser als IM „Vogel“ für die Hauptverwaltung A tätig gewesen sein.
Karl-Heinz Baum bestätigt dies und führt zudem an, dass die Stasi 19 Mal ihm zugerechnete Informationen verzeichnete, darunter „Reaktionen auf den Breschnew-Besuch“ und „Reaktionen Herbert Wehners auf die Ostpolitik der Bundesregierung“ sowie „erste interne Reaktionen zur Verhaftung Günter Guillaumes“, des Spions im Kanzleramt.
Der BStU stellte 2013 fest: „Die derzeit bekannte Aktenüberlieferung lässt wiederum nur die Schlussfolgerung zu, dass die HV A für eine gewisse Zeit Informationen von Dietrich Sperling beschaffen konnte. Wie die Verbindung zwischen der HV A und Sperling beschaffen war, ob er abgeschöpft wurde oder bewusst Informationen preisgab, lässt sich nicht erkennen.“